# Căluşari
Denominam-se Căluşari (AFI: [kəluˈʃarʲ]), os membros de várias fraternidades secretas romenas que executam o ritual conhecido como căluş. Primariamente executado na região Romena de Olt, a dança ritual Căluş integra também o patrimônio cultural dos Vlachs da Bulgária e Sérvia. De acordo com o historiador romeno Mircea Eliade, os Calusari eram conhecidos por "sua habilidade em criar a impressão de estarem voando", a qual ele acreditava representar simultaneamente o galope dos cavalos e a dança das fadas (zine). De fato, a padroeira dos grupos era conhecida como "Rainha das Fadas" (Doamna Zinelor), também conhecida por Irodiada e Aradas, a qual Eliade associou à figura folclórico de Diana.
Em virtude de sua conexão com as fadas, associava-se aos Calusari a habilidade de curar as vítimas destes seres, de modo que, neste intuito, dançavam em todas as comunidades locais circunvizinhas, durante as duas semanas entre a Páscoa e o Domingo de Pentecostes, acompanhados por uns poucos instrumentos musicais. Em sua dança, os Calusari carregavam estandartes e uma espada, bem como uma bandeira e uma cabeça de cavalo esculpida em madeira. No decorrer da apresentação, juravam perante a bandeira do grupo que iriam tratar-se fraternalmente, respeitar os costumes do Calusari e permanecer castos pelos nove dias subsequentes. Após o retorno dos membros às suas respectivas casas, fixavam a bandeira no solo, enquanto um dos membros gritava "guerra, meus caros, guerra!".

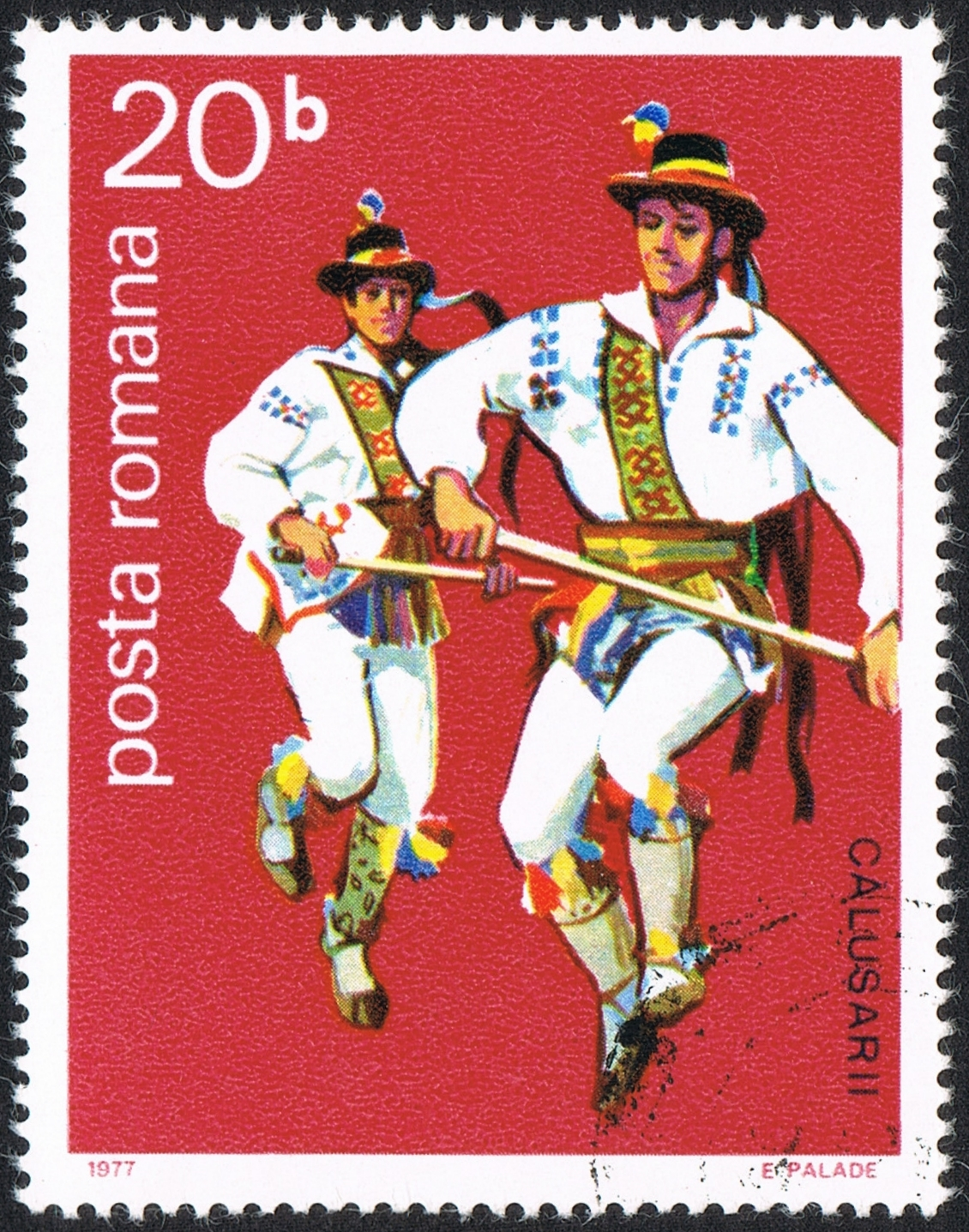
Selo romeno. 1977

## Importância cultural
A dança ritual Căluş, bailada na região de Olt, no sul da Roménia, também faz parte do património cultural dos válacos da Bulgária e da Sérvia. Embora a primeira música documentada utilizada nesta dança remonte ao século XVII, o ritual provém provavelmente dos antigos ritos de purificação e efertilidade onde se usava o símbolo do cavalo, que era venerado como a encarnação do sol. O nome do ritual procede de Căluş, a parte de madeira das correias colocadas na cabeça do cavalo.
O Căluş consiste numa série de jogos, brincadeiras, canções e danças, e é realizado por dançarinos (Căluşari) com acompanhamento de dois violinos e um acordeão. Os jovens foram iniciados no ritual por um vataf (professor), que havia recebido conhecimento da descorna (poderes mágicos) e dos passos de dança dos seus antecessores. Os căluşari, cobertos com chapéus coloridos, camisas bordadas e calças com sininhos, executam danças complexas que combinam saltos altos, saltando com piruetas, pulando e balançando as pernas. Segundo a tradição, os grupos Căluşari, que se consideravam dotados de poderes mágicos de cura, iam de casa em casa, prometendo boa saúde e prosperidade aos aldeões.
Testemunho da diversidade cultural da Roménia, o ritual Căluş tem sido amplamente promovido em festivais de folclore, como o Concurso Nacional de Caracal, na região de Olt, onde é considerado um verdadeiro símbolo nacional. Os Căluşari ainda se reúnem para celebrar os seus feitos coreográficos e musicais no Domingo de Pentecostes.
O ritual do Căluş foi listado pela UNESCO como Património Cultural Imaterial da Humanidade em 2008.